# Paul Pelletier
Paul Pelletier (* 1970) ist ein US-amerikanischer Comiczeichner.

## Leben und Arbeit
Paul Pelletier begann in den frühen 1990er Jahren als professioneller Comiczeichner zu arbeiten. Seither war Pelletier unter anderem als Zeichner für die Serien Darkstars, The Flash, Green Lantern, Guy Gardner, Legion of Super Heroes, Outsiders, Superboy and the Ravers, Superman, Superman: Man of Steel und Titans tätig. Hinzu kommen Arbeiten für Spezial-Projekte wie die Miniserie Green Lantern / Sentinel: Heart of Darkness, oder die One Shots Flash: Secret Files, Green Lantern: Secret Files oder President Luthor Secret Files.
Autoren, mit denen Pelletier in der Vergangenheit zusammengearbeitet hat, sind unter anderem Ron Marz, Louise Simonson, Jeph Loeb und Karl Kesel.
Als Freund der Regisseure Peter und Bobby Farrelly trat Pelletier in der Vergangenheit zudem auch immer wieder einmal – wie auch seine Frau Monique Pelletier – als Nebendarsteller in einigen der Filme der Farellys wie Dumm und Dümmer, Verrückt nach Mary (1997) oder Unzertrennlich (2003) auf.